# Consul (Saskatchewan)
Pour les articles homonymes, voir Consul.
Consul est un village situé dans la municipalité rurale de Reno No 51 dans le Sud-Ouest de la Saskatchewan au Canada. Le village est traversé par les autoroutes 13 et 21 (en). Il comprend l'un des derniers élévateurs à grain de la région. Il est situé à 211 km au sud-ouest de la ville de Swift Current. Lors du recensement de 2016, le village avait une population de 73 habitants.

## Annexe